# IIHF Superpohár
IIHF Superpohár byla hokejová událost hraná v letech 1997–2000.
Ve finále proti sobě hrál tým, který vyhrál Evropskou hokejovou ligu, a tým, jenž vyhrál IIHF Evropský pohár.

## Finále
| Sezóna | Vítěz                  | Skóre    | Poražený               | Místo utkání        |
| ------ | ---------------------- | -------- | ---------------------- | ------------------- |
| 1997   | TPS                    | 3–2      | Lada Togliatti         | Turku, Finsko       |
| 1998   | VEU Feldkirch          | 4–0      | HC Košice              | Feldkirch, Rakousko |
| 1999   | HC Ambrì-Piotta        | 2–0      | Metallurg Magnitogorsk | Ambri, Švýcarsko    |
| 2000   | Metallurg Magnitogorsk | 3–2 (OT) | HC Ambrì-Piotta        | Magnitogorsk, Rusko |